# BMX-Rennsport-Weltmeisterschaften/BMX-Rennen der Frauen U23
Das BMX-Rennen der Frauen U23 ist ein Wettbewerb bei den BMX-Rennsport-Weltmeisterschaften. Die Kategorie der Frauen U23 war seit 2006 schrittweise in verschiedenen Radsport-Disziplinen eingeführt worden. Im BMX-Rennsport geschah dies 2022, nachdem es 2021 bereits eine U23-Wertung im Weltcup gegeben hatte.

## Palmarès
| Jahr | Austragungsort | Gold              | Silber               | Bronze         |
| ---- | -------------- | ----------------- | -------------------- | -------------- |
| 2022 | Nantes         | Malene Kejlstrup  | Nadine Aeberhard     | Molly Simpson  |
| 2023 | Glasgow        | Tessa Martinez    | Emily Hutt           | Megan Williams |
| 2024 | Rock Hill      | Veronika Stūriška | Emily Hutt           | Bella May      |
| 2025 | Kopenhagen     | Michelle Wissing  | Renske van Santvoort | Marie Favrel   |

## Medaillenspiegel
| Platz  | Land           | Gold | Silber | Bronze | Gesamt |
| ------ | -------------- | ---- | ------ | ------ | ------ |
| 1      | Niederlande    | 1    | 1      | 0      | 2      |
| 2      | Frankreich     | 1    | 0      | 1      | 2      |
| 3      | Dänemark       | 1    | 0      | 0      | 1      |
| 3      | Lettland       | 1    | 0      | 0      | 1      |
| 5      | Großbritannien | 0    | 2      | 0      | 2      |
| 6      | Schweiz        | 0    | 1      | 0      | 1      |
| 7      | Australien     | 0    | 0      | 1      | 1      |
| 7      | Kanada         | 0    | 0      | 1      | 1      |
| 7      | Neuseeland     | 0    | 0      | 1      | 1      |
| Gesamt | Gesamt         | 4    | 4      | 4      | 12     |